# Прямі інвестиції
Інвести́ція, капіта́льні вкла́дення (від лат. invest, вкладення коштів) — господарська операція, яка передбачає придбання основних фондів, нематеріальних активів, корпоративних прав та цінних паперів в обмін на кошти або майно. 
За характером участі інвестора в процесі інвестування розрізняють:
1) Прямі інвестиції;
2) Непрямі (опосередковані інвестиції).
Прямі інвестиції передбачають безпосередню участь інвестора у виборі об'єкта інвестування та у процесі вкладення капіталу.
Пряме інвестування здійснюють інвестори які є підготовленими та мають достатньо інформації про об'єкт інвестування , а також про механізм інвестування. Прямі інвестиції найчастіше здійснюються у формі кредиту та без інвестиційних посередників з метою оволодіння контрольним пакетом акцій підприємства. 
Непрямі інвестиції представляють собою інвестування яке здійснюється за допомогою інвестиційних або фінансових посередників.
У випадку непрямих інвестицій інвестори купують цінні папери, що випускаються інвестиційними посередниками. Посередники розміщують інвестиційні кошти у найефективніші об'єкти інвестування, тобто беруть участь в управлінні інвестиційними коштами, потім доходи розподіляються між клієнтами посередника.
- Фінансові інвестиції та їх класифікація. Прямі і портфельні інвестиції. Особливості обліку фінансових інвестицій